# 그래프 계산기

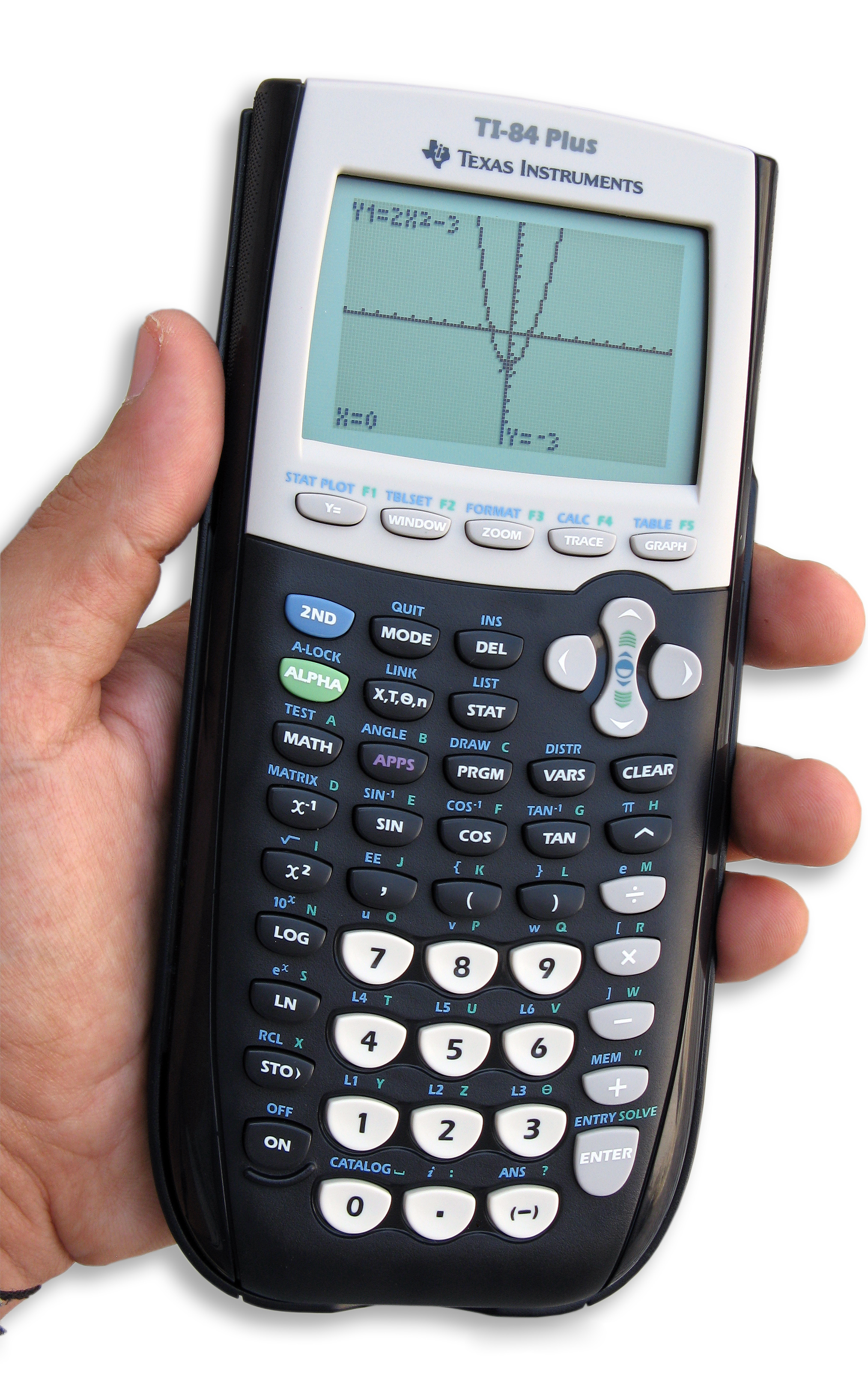
텍사스 인스트루먼트의 일반적인 그래프 계산기

그래프 계산기 또는 그래핑 계산기(graphing calculator)는 그래프를 그리고, 연립방정식을 풀고, 변수를 사용하여 기타 작업을 수행할 수 있는 휴대용 컴퓨터이다. 가장 널리 사용되는 그래프 계산기는 프로그래밍 가능한 계산기로, 사용자가 일반적으로 과학, 공학 또는 교육 응용 프로그램을 위한 맞춤형 프로그램을 만들 수 있다. 여러 줄의 텍스트와 계산을 표시하는 대형 화면이 있다.

## 역사
초기 그래프 계산기는 1921년 전기 기술자 에디스 클라크에 의해 설계되었다. 계산기는 전력선 전송 문제를 해결하는 데 사용되었다.
카시오는 1985년에 최초의 상용 그래프 계산기를 출시했다. 샤프는 1986년에 최초의 그래프 계산기를 출시했으며, 1988년에는 휴렛 팩커드, 1990년에는 텍사스 인스트루먼트가 출시되었다.

## 같이 보기
- 개인 정보 단말기
- 공학용 계산기